# Bajonnette
Bajonnette település Franciaországban, Gers megyében. Lakosainak száma 108 fő (2022. január 1.). Bajonnette Brugnens, Cadeilhan, Goutz, Monfort, Saint-Brès és Bivès községekkel határos.

## Népesség
A település népességének változása:
| Lakosok száma | 159  | 135  | 103  | 101  | 102  | 101  | 106  | 111  | 111  | 108  |
|               | 1968 | 1982 | 1990 | 2006 | 2013 | 2015 | 2017 | 2019 | 2020 | 2022 |